# Il sogno di Helen
Il sogno di Helen è un film TV statunitense diretto da Georg Stanford Brown e con protagonista James Earl Jones.

## Trama
Da poco vedovo, William Campbell, un anziano facoltoso, decide di realizzare il desiderio della moglie Helen di allestire una sala di lettura per i giovani in un quartiere urbano degradato. William trova il locale, lo arreda, e in questo sembra aver trovato un nuovo scopo nella vita, ma la sua iniziativa filantropica viene sulle prime boicottata dalla gente del quartiere, che reagisce con indifferenza alla nuova apertura. Per invogliare i ragazzini a frequentare la sala, William fa installare un distributore di bibite gratuite, dei PC per navigare in internet e un espositore per riviste dedicate alle teenager. Conosce anche un ragazzo maggiorenne affetto da dislessia, che assume come aiutante e che incoraggia nel superamento di un esame scolastico. Ciononostante il suo zelo di benefattore si scontra con gli scherni di una gang locale; perfino un ministro del culto operante nella zona non cela il proprio scetticismo nei suoi confronti. Un giorno i teppisti rubano i PC e danno fuoco alla sala. In questa occasione, inaspettatamente, la comunità si stringe intorno a William e lo aiuterà a rimettere in piedi la sala.